# Province de Karuzi

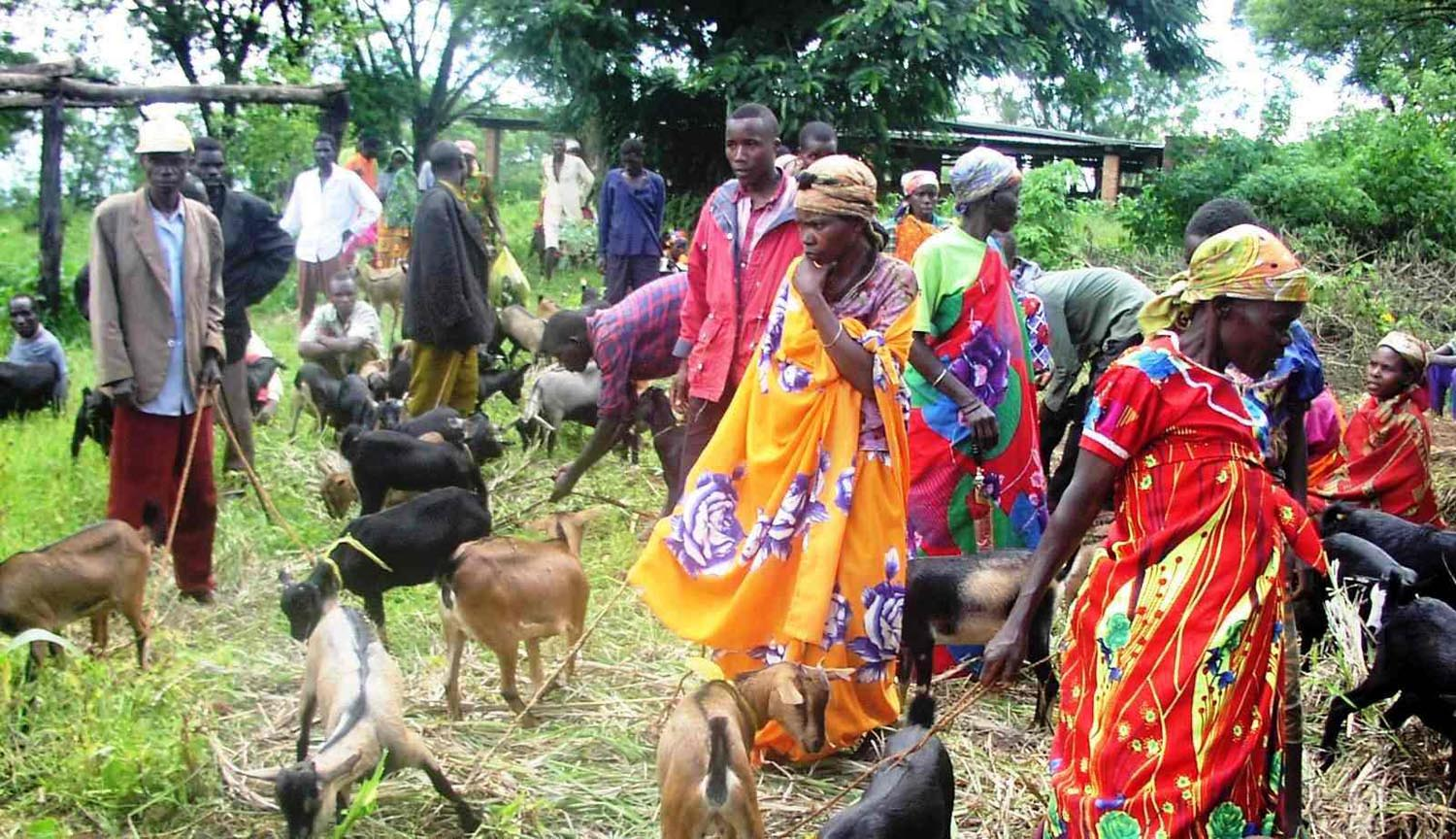
Un groupe de femmes burundaises élevant des chèvres.

La province de Karuzi ou Karusi est l'une des dix-huit provinces du Burundi. Sa capitale est Karuzi.

## Géographie
La province de Karuzi est subdivisée en sept communes : 
- Bugenyuzi
- Buhiga
- Gitaramuka
- Gihogazi
- Nyabikere
- Shombo
- Mutumba.